# Adolf Schiffer
Dans le nom hongrois Schiffer Adolf, le nom de famille précède le prénom, mais cet article utilise l’ordre habituel en français Adolf Schiffer, où le prénom précède le nom.
Adolf Schiffer (Apatin, 14 août 1873 – Budapest, 13 mai 1950) est un violoncelliste hongrois, qui a enseigné de nombreuses années en tant que professeur de violoncelle à l'Académie Franz Liszt de Budapest. Il est surtout connu comme étant le lien entre deux grands professeurs de violoncelle : avoir étudié avec David Popper et être le maître de János Starker.

## Biographie
Adolf Schiffer est né à Apatin (aujourd'hui en Serbie) en 1873 dans une famille juive. Il travaille comme aide-comptable en même temps qu'il apprend le violoncelle en autodidacte. Il atteint un niveau suffisant pour entrer à l'Académie Franz Liszt à Budapest, où il étudie avec l'illustre violoncelliste, professeur et compositeur, David Popper et devient son dernier protégé. János Starker l'a décrit comme « un grand professeur... [dont] la force était d'assister ses étudiants à développer leur talent naturel. Il était un superbe violoncelliste et musicien, mais ses débuts tardifs d'instrumentiste ont limité ses interprétations dans le quatuor à cordes ».
Schiffer est assistant de Popper (1900), et après sa retraite, Schiffer est nommé professeur de violoncelle, jusqu'à sa propre retraite en 1939. Son plus célèbre élève est aussi son dernier, Janos Starker, mais il lui donne encore des leçons après la retraite de Schiffer. Parmi les autres élèves de Schiffer, on trouve Paul Abraham, Tibor de Machula, Gábor Rejtő, Mátyás Seiber, László Varga, Vera Dénes et le compositeur András Mihály.
Pour décrire son enseignement, Starker note qu'« il n'utilisait aucune méthode. Il donnait le morceau, corrigeait les erreurs musicales, jouait un fragment pour clarifier ses suggestions et ridiculisait les mouvements sans naturel, contraires à la musique. Les effets théâtraux étaient découragés et rejetés comme étant des clowneries en lieu et place du talent ».
Schiffer utilisait un archet Tubbs, cédé à Janos Starker, et où le nom de Schiffer est gravé sur la partie argenté de la hausse.
Il est l'auteur d'une méthode de violoncelle (A gordonkajáték metodikája).